# А. Рахман Хассан
А. Рахман Хассан (малайск. A. Rahman Hassan; 1946, Джохор-Бару — 13 июня 2019, Куала-Лумпур) — малайзийский певец 1960—1970 гг., композитор, основатель вокально-инструментальной группы Nirwana (1965).

## Краткая биография
Окончил школу Св. Иосифа в Джохор-Бару, где принимал активное участие в художественной самодеятельности. Прежде чем стать профессиональным певцом около года работал в почтовом отделении г. Джохор-Бару. Писал и исполнял песни в стиле поп Йе-йе. 25 марта 1965 г. основал вокально-инструментальный ансамбль Nirwana в составе шести человек, включая певицу Азизу бинти Мухамад, ставшую впоследствии его женой. Ансамбль занесён в 2015 г. в Книгу рекордов Малайзии как самый долгоживущий оркестр страны. Визитной карточкой певца был альбом «Ничего страшного» (Tak mengapa). С 1986 г. занимал пост президента Союза певцов, музыкантов и поэтов-песенников Малайзии и одного из руководителей Фонда благосостояния деятелей культуры.
Скончался от осложнения болезни лёгких. Похоронен на мусульманском кладбище Taman Keramat.

## Награды
- Звание «Датук»
- Награда «Музыкальная индустрия» (2006)

## Семья
Первая жена певица Азиза бинти Мухамад (1947—2013), вторая жена актриса Фадила Мансор (р. 1959) — с 2014 г..
Трое детей, в том числе актёр и режиссёр Кхир Рахман (Khairulizam Abdul Rahman) (р. 1972), автор фильма «В бутылке» (Dalam Botol).